# Hockey Novara 1967
Questa voce raccoglie le informazioni riguardanti l'Hockey Novara nelle competizioni ufficiali della stagione 1967.

## Maglie e sponsor
| 1ª divisa |

## Rosa
| N° | Naz.              | Ruolo | Sportivo          |  |  |  |
| -- | ----------------- | ----- | ----------------- |  |  |  |
| ?  | Italia (bandiera) | E     | Gianpietro Aina   |  |  |  |
| ?  | Italia (bandiera) | E     | Pierluigi Colombo |  |  |  |
| ?  | Italia (bandiera) | E     | Ernesto Crotti    |  |  |  |
| ?  | Italia (bandiera) | E     | Erasmo Marcon     |  |  |  |
| ?  | Italia (bandiera) | E     | Franco Mora       |  |  |  |
| ?  | Italia (bandiera) | P     | Mario Romussi     |  |  |  |
| ?  | Italia (bandiera) | E     | Renzo Zaffinetti  |  |  |  |

- Allenatore:  Angelo Grassi (1ª-5ª giornata) e  Sergio Nanotti (6ª-18ª giornata)